# Цепочка Маркаряна
Цепо́чка Маркаря́на — несколько галактик, составляющих часть скопления Девы. Название связано с тем, что при наблюдении с Земли они выглядят расположенными вдоль гладкой кривой. Названа в честь советского астрофизика В. Е. Маркаряна, открывшего их общее движение в начале 1960-х годов. Цепочка состоит из галактик M84 (NGC 4374), M86 (NGC 4406), NGC 4477, NGC 4473, NGC 4461, NGC 4458, NGC 4438 и NGC 4435. Координаты: прямое восхождение 12ч 27м, склонение +13° 10′. Угловая протяжённость на небесной сфере — около 1,5 градуса.
Как минимум семь галактик цепочки движутся согласованно, остальные могли случайно наложиться на неё.

## Свойства галактик цепочки
| Название       | Прямое восхождение | Склонение    | Радиальная скорость (км/с) | Красное смещение | Яркость (визуальная) |
| -------------- | ------------------ | ------------ | -------------------------- | ---------------- | -------------------- |
| NGC 4374 (M84) | 12ч 25м 03,7с      | +12° 53′ 13″ | 1060                       | 0,003536         | 9,2                  |
| NGC 4406 (M86) | 12ч 26м 11,7с      | +12° 56′ 46″ | −244                       | −0,000814        | 8,9                  |
| NGC 4435       | 12ч 27м 40,5с      | +13° 04′ 44″ | 801                        | 0,002672         | 10,8                 |
| NGC 4438       | 12ч 27м 45,6с      | +13° 00′ 32″ | 71                         | 0,000237         | 10,0                 |
| NGC 4461       | 12ч 29м 03,0с      | +13° 11′ 02″ | 1931                       | 0,006441         | 11,1                 |
| NGC 4473       | 12ч 29м 48,9с      | +13° 25′ 46″ | 2244                       | 0,007485         | 10,2                 |
| NGC 4477       | 12ч 30м 02,2с      | +13° 38′ 11″ | 1355                       | 0,004520         | 10,4                 |